# Olha Stefanischyna

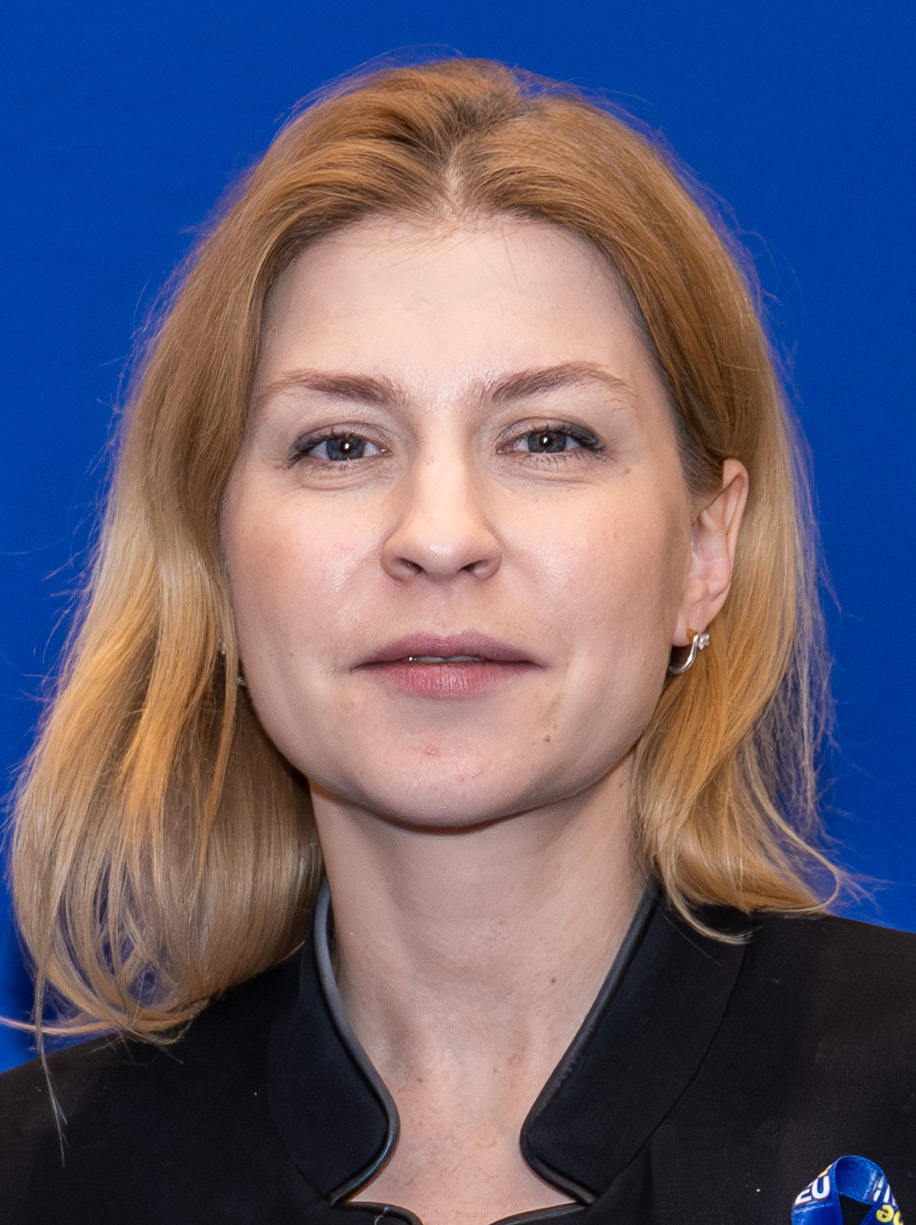
Olha Stefanischyna (2024)

Olha Witalijiwna Stefanischyna, auch Olga Stefanishyna, (ukrainisch Ольга Віталіївна Стефанішина; * 29. Oktober 1985 in Odessa, Ukrainische Sozialistische Sowjetrepublik, Sowjetunion) ist eine ukrainische Juristin und Politikerin. Seit 2020 ist sie stellvertretende Ministerpräsidentin und Ministerin für europäische Integration der Ukraine.

## Leben

### Ausbildung
Olha Stefanischyna studierte Internationales Recht am Institut für Internationale Beziehungen der Taras-Schewtschenko-Universität Kiew. Ihren Abschluss machte sie 2008 mit den Schwerpunkten als Internationale Anwältin und Übersetzerin (englisch). Acht Jahre später erhielt sie ein Diplom am Institut für Kreditwirtschaft der Nationalen Wirtschaftsuniversität Odessa mit dem Schwerpunkt „Finanzen und Kredit“.

### Beruf
Von 2006 bis 2007 war Olha Stefanischyna in einer Anwaltskanzlei tätig. Danach arbeitete sie bis 2010 beim Amt für Rechtsangleichung als Fachleiterin der Abteilung für die rechtliche Begleitung der europäischen Integration. 2010 folgte dann der Wechsel ins Justizministerium der Ukraine, wo sie bis 2015 in den Abteilungen für Völkerrecht und für die europäische Integration als stellvertretende Direktorin tätig war.
Von März 2017 bis Dezember arbeitete Olha Stefanischyna für die Regierung im Sekretariat des Ministerkabinetts der Ukraine als Direktorin für europäische und euro-atlantische Integration. Sie wurde im Dezember 2017 zur Generaldirektorin, für die Koordinierung der europäischen und euro-atlantischen Integration des Sekretariats des Kabinetts der Ukraine, befördert.

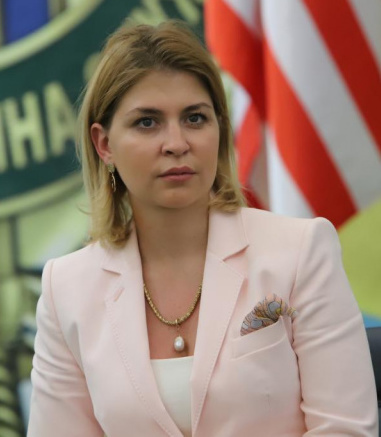
Olha Stefanischyna 2020

Bei der vorgezogenen Parlamentswahl in der Ukraine 2019 kandidierte Olga Stefanishyna für die Werchowna Rada auf Platz 25 der Liste der Partei „Ukrainische Strategie von Groysman“. Die Partei erzielte jedoch nur 2,41 % der Stimmen und erhielt keinen Sitz im Parlament.
Nach der verlorenen Wahl war sie von Januar bis Juni 2020 als Beraterin bei der Anwaltskanzlei Ilyashev & Partners tätig.
Von Ministerpräsident Denys Schmyhal wurde Olha Stefanischyna am 4. Juni 2020 in ihrem Fachgebiet ins Kabinett Schmyhal berufen. Sie ist seitdem, als Nachfolgerin des ehemaligen Außenministers Wadym Prystajko, stellvertretende Ministerpräsidentin und Ministerin für die europäische und euro-atlantische Integration der Ukraine. Seit 17. August 2020 ist sie zudem Mitglied des Nationalen Sicherheits- und Verteidigungsrats der Ukraine.
Stefanischyna belegte im Jahr 2021 Platz 45 auf der von dem Kiewer Wochenmagazin Fokus herausgegebenen Liste der hundert einflussreichsten Ukrainer und Platz 14 auf der Liste der hundert einflussreichsten Frauen der Ukraine.

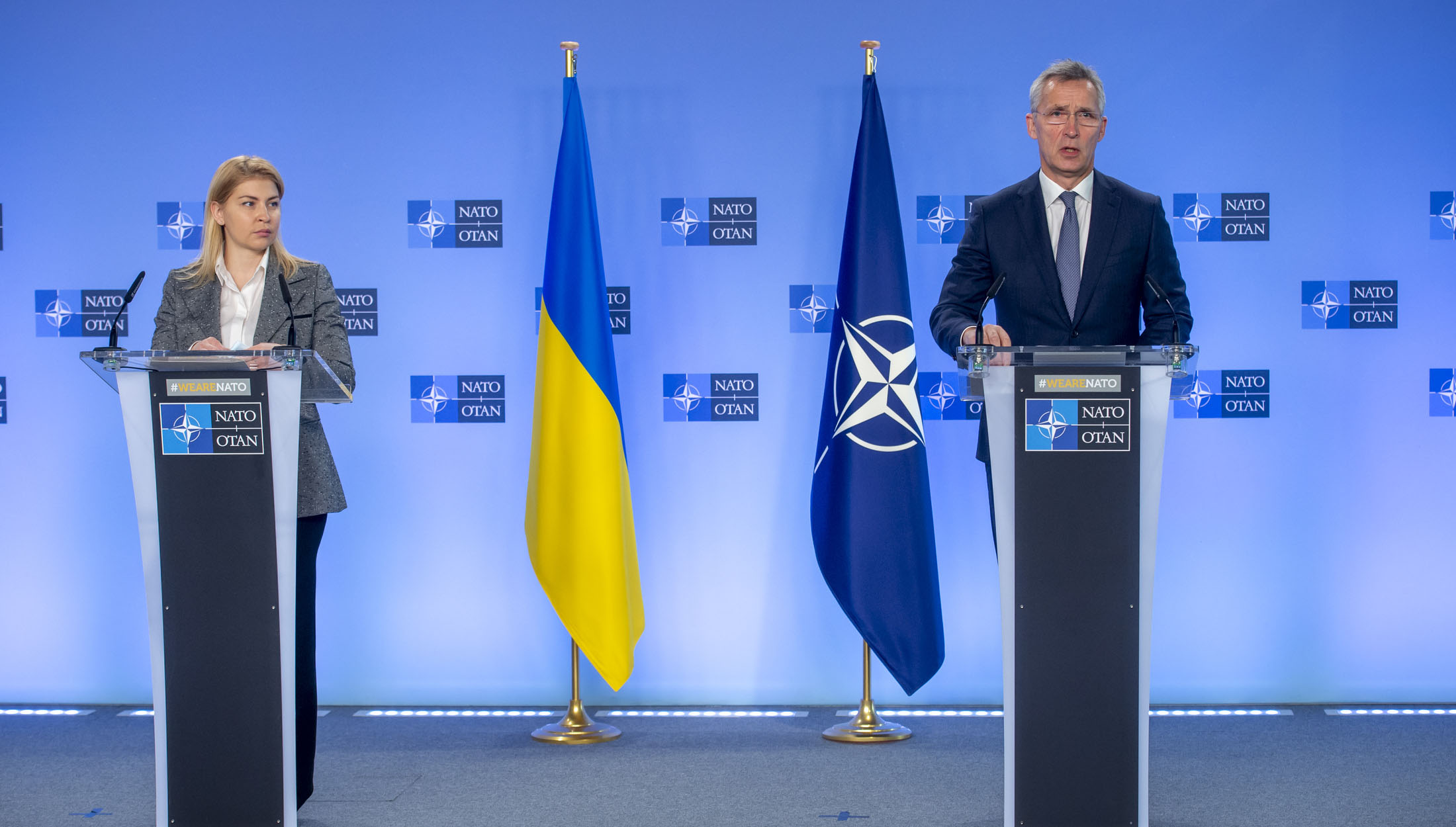
Olha Stefanischyna auf einer Pressekonferenz am 10. Januar 2022 mit NATO-Generalsekretär Jens Stoltenberg in Brüssel.

## Familie
Olha Stefanischyna war mit einem Mitarbeiter der Cyberpolizei, Mychajlo Stefanischyn, verheiratet, mit dem sie zwei Kinder bekam.

## Politische Positionen
Olha Stefanischyna vertritt die Position, dass es in der Ukraine keine russische Minderheit gebe: "Es gibt keine russische Minderheit in der Ukraine. Sie existiert nicht!"